# Výzkum trhu
Výzkum trhu řeší informační potřebu o zákaznících nebo o trhu. Pojem výzkum trhu je často zaměňován s marketingovým výzkumem. V praxi však ne vždy jde o získání informací ryze marketingových. Výzkum trhu je důležitým faktorem k získání konkurenční výhody. Zprostředkovává poznatky pro identifikaci a analýzu trhu, přání, požadavků a očekávání zákazníků, velikosti trhu a jeho potenciálu, či struktuře apod.

## Historie
Výzkum trhu byl definován a běžně zaváděn do praxe během 20. let 20. století. Tento trend souvisel s rozvojem reklamy a tzv. Zlatého věku rádia ve Spojených státech amerických. Inzerenti, kteří se propagovali prostřednictvím rádia, si začali uvědomovat, že demografické složení populace určuje poslechovost různých rozhlasových stanic a programů. Svou propagační kampaň směřovali podle toho tam, který segment zákazníků, v daném regionu, chtěli oslovit.
U příležitosti 25. výročí existence svobodného výzkumu trhu a veřejného mínění byl v roce 2016 vytvořen dokument ústní historie Výzkumnická fiála, který je ke zhlédnutí na YouTube. Autorem je Hana Huntová, Jaroslav Hasman a Hana Svěchotová.

## Výzkum trhu pro strategické rozhodování
Výzkum trhu zprostředkovává zjištění o tom, co lidé chtějí, jak a co nakupují, jak uskutečňují své nákupy a rozhodování, jak vnímají cenu, jak jsou na její změnu citliví apod. Skrze bližší určení poznatků podnik zavádí a propaguje svůj produkt na trhu.

### Potřebné poznatky o trhu
- informace o trhu (nabídka, poptávka, cena)
- segmentace trhu (rozdělení populace do homogenních podskupin, které jsou si současně navzájem heterogenní)
- trendy na trhu (pohyb trhu v časovém období, tržní potenciál)
- analýza zákazníka
- analýza konkurence
- analýza rizik a příležitostí
- výzkum reklamy
- analýza účinnosti marketingového mixu
- analýza produktu apod.

### Metody výzkumu trhu
V praxi se používá kvantitativní a kvalitativní metoda sběru dat. Kvantitativní výzkum se používá pro zjištění počtu. Je standardizovaná. Kvalitativní výzkum se užívá pro získání hlubšího vhledu a pochopení určitých faktorů. Navzájem se obě metody dobře kombinují a nedá se objektivně určit, která z nich je lepší.

### Příklad využití výzkumu trhu
Spoustu společností využívá výzkum trhu pro otestování nových produktů a zisku informací o klientech. Součástí je zjistit jestli klienti produkt nebo službu potřebují a jejich ochotu tuto službu nebo produkt nakupovat.
Například firma zvažující vstup na trh s mýdly může využít marketingový výzkum a zjistit tak šanci na úspěch svého produktu, například okrasného mýdla. Pokud výzkum trhu potvrdí zájem zákazníků, tak se pokračuje k podnikatelskému záměru. A pokud výsledky výzkumu trhu nejsou příliš přesvědčivé, tak by firma měla provést úpravu produktu tak aby více odpovídal požadavkům zákazníků.

## Sdružení ESOMAR a SIMAR
ESOMAR je globální sdružení] datové, výzkumné a „insight“ komunity zastupující více než 4 900 odborníků a 500 společností, kteří poskytují nebo zadávají výzkumné projekty a datovou analytiku ve více než 130 zemích. Členové souhlasí s dodržováním Mezinárodního kodexu ICC / ESOMAR. Spolu s národními a mezinárodními výzkumnými asociacemi podporuje definování profesních norem a samoregulaci pro výzkumný sektor a snaží se podporovat, rozvíjet a obhajovat roli a hodnotu datové analytiky, výzkumu trhu a veřejného mínění ve vysvětlování důležitých otázek a napomáhaní účinnému rozhodování. ESOMAR vydává Mezinárodní kodex ICC/ESOMAR, který je základním dokumentem, podle kterého se řídí celá výzkumná komunita.
ICC/ESOMAR Kodex byl přeložen do češtiny, členové SIMAR tento Kodex odsouhlasili 10. dubna 2017 a zavázali se tímto, že se budou řídit stejnými pravidly, principy a požadavky jako mezinárodní výzkumná a datově-analytická komunita. Sdružení SIMAR je kontaktním místem pro řešení stížností na porušení Kodexu, zodpovědným za prosazování jeho platnosti v rámci České republiky a stal se tímto klíčovým partnerem ESOMAR pro budování efektivní seberegulace.